# San Benedicto

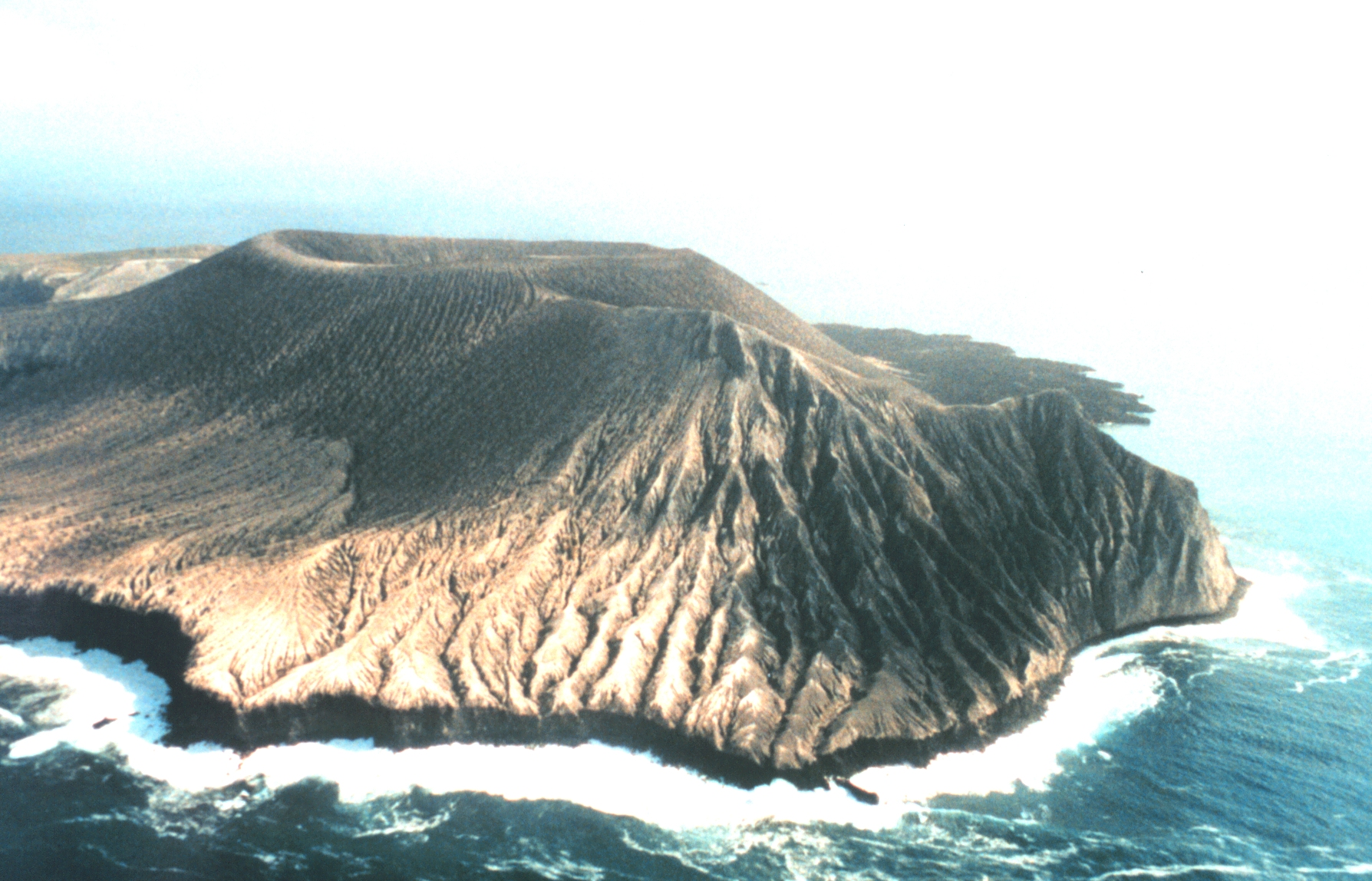
San Benedicto

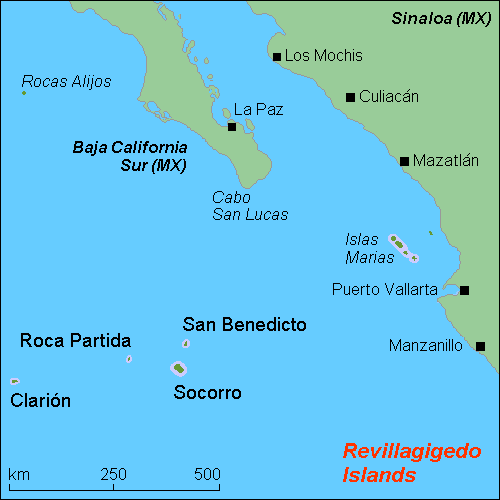
Revillagigedoöarna

San Benedicto (spanska Isla San Benedicto, tidigare Inocentes och La Anublada) är den östligaste ön i ögruppen Revillagigedoöarna i östra Stilla havet som tillhör Mexiko. Öarna tillhör kommunen Manzanillo i delstaten Colima. San Benedictos area är 6,1 kvadratkilomter och den ligger cirka 52 kilometer norr om huvudön Socorro. Sedan 1994 är San Benedicto tillsammans med de övriga Revillagigedoöarna ett biosfärområde, "Archipiélago de Revillagigedo".
Den högsta höjden är vulkanen Bárcena på ca 300 m ö.h. på öns södra del.
Ön var boplats för den numera utdöda San Benedictosmygen (Salpinctes obsoletus exsul), en endemisk underart av gärdsmygar.

## Historia
San Benedictoön upptäcktes den 25 december 1533 av den spanske kaptenen Hernando de Grijalva på fartyget "San Loranzo" och namngavs först "Isla Inocentes". 1542 återupptäckte spanjoren Ruy Lopez de Villalobos ön och döpte den till La Anublada. Därefter besöktes ön av en rad upptäcktsresande, bland andra Alexander von Humboldt 1811 och den amerikanske ornitologen Andrew Jackson Grayson 1865.
Den 25 juli 1861 under presidenten Benito Juárez införlivades hela ögruppen i delstaten Colima och 1957 upprättade den mexikanska flottan en bas på huvudön. Öns vulkan har haft ett utbrott i modern tid som började den 1 augusti 1952 och varade till den 24 februari 1953.